# Supercoupe d'Ouzbékistan féminine de football
La supercoupe d'Ouzbékistan féminine de football est une compétition ouzbèke de football féminin organisée par la Fédération d'Ouzbékistan de football, opposant en un match unique le champion d'Ouzbékistan au vainqueur de la coupe d'Ouzbékistan.

## Palmarès
| Année | Vainqueur         | Finaliste         | Score     |
| ----- | ----------------- | ----------------- | --------- |
| 2015  | Sevinch Qarshi    | Metallurg Bekobod |           |
| 2016  | Metallurg Bekobod | Sevinch Qarshi    |           |
| 2017  | Sevinch Qarshi    | Metallurg Bekobod |           |
| 2018  | Metallurg Bekobod | FK Bunyodkor      |           |
| 2019  | FK Bunyodkor      | Sevinch Qarshi    | 1-0       |
| 2020  | FK Bunyodkor      | Sevinch Qarshi    | 4-1       |
| 2021  | FK Bunyodkor      |                   |           |
| 2022  | Sogdiana Jizzax   | FK Bunyodkor      | 3-0       |
| 2023  | Sevinch Qarshi    |                   |           |
| 2024  | Sevinch Qarshi    | Sogdiana Jizzax   | 3-3 (5-4) |